# Angela Slatter
Angela Slatter  (n. 1976, Australia) este o scriitoare care locuiește în Brisbane. 
Opera sa, în mare parte, aparține genurilor de ficțiune speculativă, concentrându-se mai ales asupra povestirilor scurte începând cu 2005. Unele din povestirile sale scurte au fost incluse în două culegeri, Sourdough și alte povestiri (2010) și Fata fără mâini și alte povestiri (2010).

### Colecții
- Sourdough and Other Stories, Tartarus Press, 2010 ISBN 978-1-905784-25-7
- The Girl With No Hands and other tales, Ticonderoga Publications, 2010 ISBN 978-0-9806288-7-6
- Midnight and Moonshine, cu Lisa L. Hannett, Ticonderoga Publications, 2012
- The Bitterwood Bible and Other Recountings, Tartarus Press, 2014
- Black-Winged Angels, Ticonderoga Publications, 2014
- The Female Factory, cu Lisa L. Hannett, Twelfth Planet Press, 2014

### Povestiri

#### Antologii
- "The Curious Case of Physically-Manifested Bedsheet Mania & Other Tales", cu Lisa Hannett, în Steampunk II: Steampunk Reloaded de Jeff Vandermeer & Ann VanderMeer, Tachyon Publications, 2010.
- "Genevieve and the Dragon", Worlds Next Door, 2010.
- "The February Dragon", cu Lisa L. Hannett, Scary Kisses, 2010.
- "Brisneyland by Night", Sprawl, 2010.
- "Sister, Sister", Strange Tales III, 2009.
- "Light as Mist, Heavy as Hope", Needles & Bones, 2009.
- "The Piece of Ice in Miss Windermere's Heart", New Ceres Nights, 2009.
- "The Jacaranda Wife", Dreaming Again editată de Jack Dann (HarperCollins), 2008. Honourable Mention, 2008 Year's Best Horror (ed. Ellen Datlow).
- "I Love You Like Water", 2012.
- "The Nun's Tale", Canterbury 2100, 2008.
- "Sourdough", Strange Tales II, 2007. Honourable Mention, 2008 Year's Best Fantasy and Horror (ed. Ellen Datlow, Kelly Link & Gavin Grant).